# کاتیا شنکن-لایلند
کاتیا شنکن-لایلند (انگلیسی: Katja Schenke-Layland؛ زادهٔ ۲۱ مارس ۱۹۷۷) پژوهشگر و مهندس پزشک آمریکایی-آلمانی است.